# Imhoffia pallida
Imhoffia pallida är en myrart som beskrevs av Oswald Heer 1867. Imhoffia pallida ingår i släktet Imhoffia och familjen myror. Inga underarter finns listade i Catalogue of Life.